# 2回目の青春
「2回目の青春」（にかいめのせいしゅん）は、2023年11月14日にT-Palette Recordsから発売、および配信されたアップアップガールズ(2)の3枚目のEPアルバム。

## 概要
高萩千夏、鍛治島彩、佐々木ほのか、島崎友莉亜、新倉愛海の5人体制になって初めてのCDとなる。
2023年9月23日に渋谷で開催された「PuP」の配信リリース記念イベントにて、3rd EP「2回目の青春」の発売が発表された。
今作における収録曲のMVはいずれも制作されていない。

## 収録曲
（この節の出典：）
1. 2回目の青春

作詞：保村真咲　作曲・楽曲プロデュース：michitomo
2023年11月5日に表参道GROUNDで開催された「アップアップガールズ（２）＃にきちゃんはいじゃんぷ プレ公演」にて初披露。[2]
2. ポップコーン

作詞：保村真咲　作曲：保村真咲　楽曲プロデュース：michitomo
7月22日に恵比寿リキッドルームで開催された単独ライブ『アップアップガールズ（２） 踏み出せ！にきちゃん戦士♡〜にきちゃん Starts here〜』にて初披露。[3]
初披露時の映像が公式YouTubeチャンネルより確認できるが、歌詞や曲構成が若干異なることがわかる。
3. PuP

作詞：有馬えみり　作曲・楽曲プロデュース：michitomo
7月22日に恵比寿リキッドルームで開催された単独ライブ『アップアップガールズ（２） 踏み出せ！にきちゃん戦士♡〜にきちゃん Starts here〜』にて初披露。[3]
タイトルは歌詞の中にある「Pop up the Popular」の略称である。
4. HIGH COLOR NEW COLOR

作詞・編曲:からっぽペペロンチーノ　作曲:楢原英介
メンバーの鍛治島彩にギターを教えていた楢原英介氏が事務所社長に曲を作ろうと提案され、デモ版「シン・CURE」が作られた。当初、誰が歌うかは決まっていなかったが、最終的にはアプガ２への提供となる。[4]
5. はぴかむちゃん～Happy CAM Chance～

作詞：有馬えみり　作曲・楽曲プロデュース:michitomo
2023年7月6日　先行配信リリース。
間奏とアウトロで挿入されている「にゃんにゃん」「オッケー」などのセリフはメンバーのアドリブである。[5]
アンジュルムの川村文乃が自身のあだ名である「かむ」にちなんで「川村文乃バースデーイベント2023」にて歌唱した。[6]
6. 2回目の青春（Instrumental）
7. ポップコーン（Instrumental）
8. PuP（Instrumental）
9. HIGH COLOR NEW COLOR（Instrumental）
10. はぴかむちゃん～Happy CAM Chance～（Instrumental）